# Ángel Luis González
Ángel Luis González (León, 13 de septiembre de 1948-Pamplona, 16 de abril de 2016) fue un filósofo español, catedrático de Metafísica.

## Biografía

### Formación académica
Ángel Luis González nació el 13 de septiembre de 1948 en la ciudad de León (España). Su padre, Ángel González Álvarez, filósofo y profesor de Metafísica,  fue Rector de la Universidad Complutense de Madrid. Cuando contaba con pocos años, su familia se trasladó a Madrid, donde realizó los estudios correspondientes a la enseñanza primaria y media en el Colegio San Fernando, y el curso preuniversitario en el CEU. Entre 1965 y 1970 estudió filosofía en la Universidad Complutense de Madrid, obteniendo la licenciatura en junio de 1971 con una tesis sobre la omnipotencia divina y el criticismo ockhamista, que mereció la máxima calificación. Durante sus años universitarios, conoció y pidió la admisión en el Opus Dei.

### Trayectoria profesional y académica
Tras conseguir la licenciatura, entre 1971 a 1974 fue becario del Consejo Superior de Investigaciones Científicas para desarrollar un trabajo sobre el teologismo gnoseológico de Guillermo de Ockham. Durante esta época (1972 y 1973) viajó a las universidades de La Sapienza y Perugia, donde amplió estudios bajo la tutela de Cornelio Fabro. En 1973 regresó a España, y se estableció en Pamplona. Tras hacer los cursos de doctorado en filosofía entre la Universidad Complutense y la Universidad de Navarra, obtuvo el grado de doctor en filosofía en la Universidad de Navarra en octubre de 1976 con una tesis sobre la cuarta vía tomista. 
En esos años fue nombrado ayudante del departamento de metafísica para las asignaturas de ontología y teodicea, en la Facultad de Filosofía y Letras de la Universidad de Navarra, colaborando en las asignaturas que impartía el Profesor Rodríguez Rosado. Posteriormente, la Universidad le concedió el premio extraordinario de doctorado en filosofía. Paralelamente, se licenció y doctoró en teología en la Universidad de Navarra (1977) con premio extraordinario tanto en la licenciatura como en el doctorado.
En 1976, con la tesis ya finalizada, recibió el nombramiento de profesor adjunto de metafísica en la Universidad de Navarra, puesto que ocupó hasta 1981. Este año ganó por oposición la plaza de profesor adjunto de metafísica, de la que tomó posesión en la Universidad Complutense de Madrid al año siguiente, pasando posteriormente a la de Navarra. En enero de 1983 obtuvo la cátedra de metafísica de la Facultad de Filosofía y Letras de la Universidad de Málaga, de la que tomó posesión en marzo del mismo año para regresar nuevamente a la Universidad de Navarra. En dicha Universidad recibió el nombramiento de catedrático de metafísica en la Facultad de Filosofía y Letras ese mismo año.
Su labor docente se ha desarrollado durante 43 años de magisterio en Pamplona y algunas otras universidades de Latinoamérica, entre las que destacan la Universidad Panamericana (México) y la Universidad de Los Andes (Chile). Tras numerosos años de colaboración, la Universidad Panamericana premió su magisterio con su nombramiento como doctor honoris causa en 2010.
Durante parte de su trayectoria ejerció numerosas funciones de gobierno y administración universitaria en la Universidad de Navarra. Fue secretario y subdirector, sucesivamente, del Colegio Mayor Aralar (1974-76); secretario del comité editorial de la colección filosófica de Ediciones Universidad de Navarra (1978-84); vocal de la comisión de investigación como representante de la Facultad de Filosofía y Letras (1978-81; 2005-07); director de estudios de la Facultad de Filosofía y Letras (1977-84); vicerrector (1984-91); director del departamento de filosofía (1996); decano de la Facultad de Filosofía y Letras (1996-2002) y presidente del tribunal de suficiencia investigadora en el programa de doctorado en filosofía (2005-16). Durante su decanato, la Facultad de Filosofía y Letras experimentó un notable crecimiento en investigación y docencia. La entrada en vigor de nuevos planes de estudio algunos años antes hizo posible que alumnos de toda la universidad pudieran elegir asignaturas de filosofía, literatura e historia. Para afrontar estas tareas, el profesor González impulsó la reestructuración de los departamentos y alentó la formación de equipos investigadores. En 2005 sucedió al Profesor Juan Cruz como director de la línea especial “El pensamiento clásico español (s. XIV-XVII): su inspiración medieval y su proyección en la filosofía contemporánea”. En el marco de las instituciones nacionales, fue experto del programa Academia para la acreditación nacional de catedráticos y profesores titulares de universidad en España (desde 2008), encargo que llevó con gran esmero. Por último, fue asesor y evaluador del Fondo Nacional de Desarrollo Científico y Tecnológico (Fondecyt) de Chile (desde 1998).

## Premios y reconocimientos
- Premio Extraordinario del Doctorado en Filosofía (Pamplona, octubre de 1976)
- Premio Extraordinario del Doctorado en Teología (Pamplona, 1977)
- Medalla de Plata de la Universidad de Navarra (Pamplona, enero de 2002)
- Socio de Honor del Instituto de Estudios Filosóficos Leonardo Polo (Málaga, 2006)
- Doctor Honoris Causa por la Universidad Panamericana (México DF., 30 de enero de 2010)
- Ha sido Colegial de Honor de diversos Colegios Mayores: Aralar, Belagua y Echalar; Padrino de diversas promociones de Licenciatura de la Universidad de Navarra y de la promoción de Doctores de la Universidad de Navarra del curso académico 2003-2004 (Pamplona, 4 de abril de 2004)